# EA 밴쿠버
EA 밴쿠버(전 사명 EA 캐나다)는 캐나다 브리티시컬럼비아주 버나비에 위치한 비디오 게임 개발업체이다. 일렉트로닉 아츠의 게임 스튜디오 중 하나이다.
현재 이 스튜디오는 FIFA 시리즈를 비롯한 여러 게임을 제작하고 있다.

## 개발한 게임
- FIFA 12
- NHL 12
- FIFA 13
- NHL 13
- UEFA 유로 2012
- FIFA 14
- NHL 14
- 2014 FIFA 월드컵 브라질 (비디오 게임)
- FIFA 15
- NHL 15
- FIFA 16
- NHL 16
- FIFA 17
- FC 모바일
- FIFA 18
- NHL 18
- FIFA 19
- NHL 19
- FIFA 20
- NHL 20
- FIFA 21
- NHL 21
- FIFA 22
- NHL 22
- FIFA 23
- NHL 23
- EA 스포츠 FC 24
- NHL 24

### EA 스포츠
- 2006 FIFA 월드컵 (비디오 게임)
- 2010 FIFA 월드컵 남아프리카 (비디오 게임)
- 2014 FIFA 월드컵 브라질 (비디오 게임)
- FIFA 97
- FIFA: 로드 투 월드컵 98
- FIFA 06
- FIFA 07
- FIFA 08
- FIFA 09
- FIFA 10
- FIFA 11
- FIFA 12
- FIFA 13
- FIFA 14
- FIFA 15
- FIFA 16
- FIFA 17
- FIFA 18
- FIFA 19
- FIFA 20
- FIFA 21
- FIFA 22
- FIFA 23
- FIFA 온라인
- 페이스브레이커 K.O. 파티
- MVP 베이스볼
- NBA Live

### EA 스포츠 BIG
- 페이스브레이커 K.O. 파티
- FIFA 스트리트
- SSX 블러